# Katedrála Panny Marie a svatého Štěpána (Špýr)
Katedrála Panny Marie a svatého Štěpána v německém Špýru, v těsné blízkosti Rýna, je biskupským kostelem špýrské diecéze. Je to největší zachovaná románská stavba na světě, od roku 1981 je uvedena na seznamu světového dědictví UNESCO. Katedrála je pohřebištěm několika římských králů a císařů.

## Historie

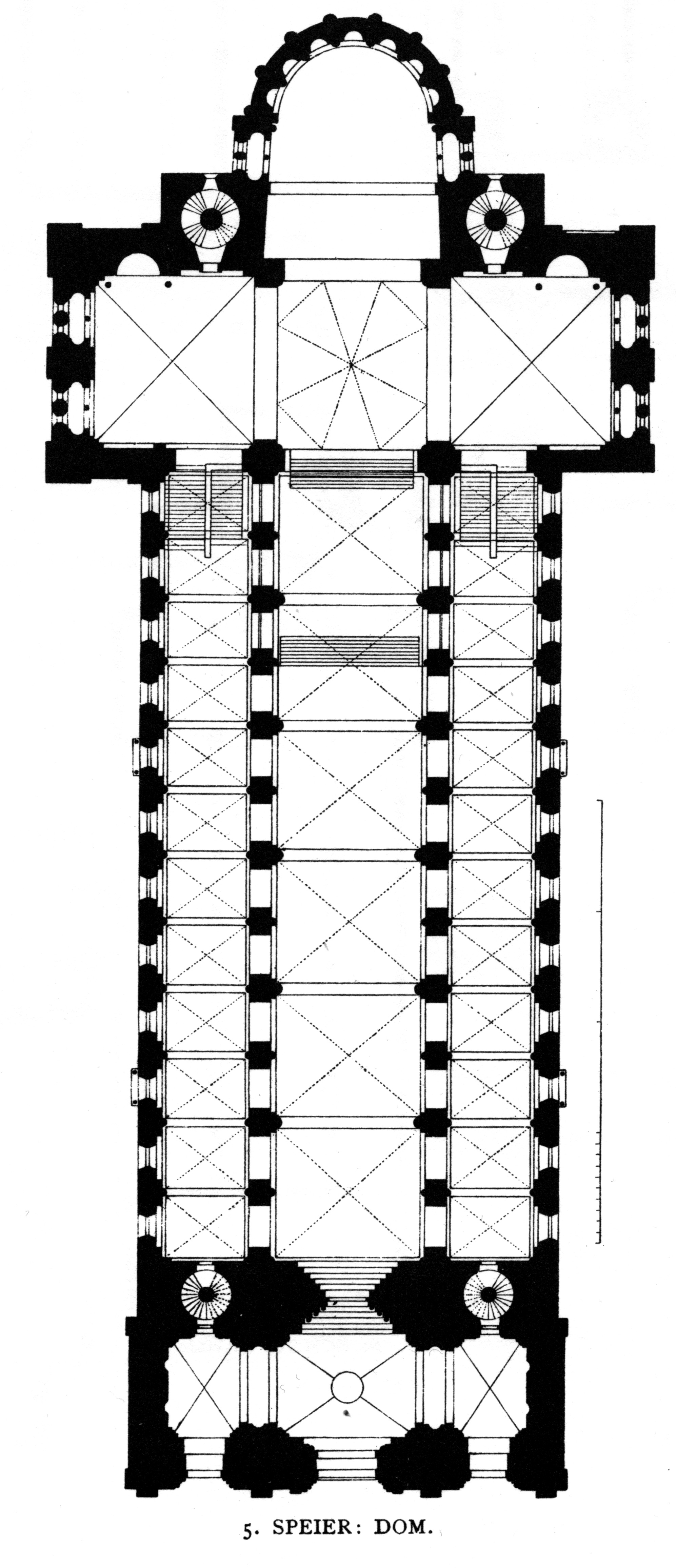
Půdorys dómu

Základní kámen monumentální katedrály byl položen roku 1027, když se stal králem Svaté říše římské Konrád II. z dynastie sálské, který pocházel z okolí Špýru. Stavba byla zahájena roku 1030, roku 1039 byl Konrád pohřben v její kryptě a byla vysvěcena za vlády jeho vnuka Jindřicha IV. roku 1061. Stavba, která se odborně nazývá „Speyer I“, byla trojlodní bazilika s příční lodí, západním chórem (Westwerk) a plochým dřevěným stropem.
Blízkost řeky vedla k problémům s nestabilním podložím a Jindřich IV. dal část katedrály záhy po vysvěcení strhnout a založil ji v ještě větších rozměrech (Speyer II.). Zcela přestavěl východní chór, hlavní loď byla zvýšena o 5 metrů a zaklenuta křížovou klenbou, zůstala pouze krypta, část příčné lodi (transeptu) a spodní části východních věží. Roku 1106, když Jindřich IV. zemřel, byla stavba dokončena. Celá katedrála je postavena z červeného pískovce a svojí délkou 134 m a šířkou 43 m je po demolici opatství v Cluny počátkem 19. století největším románským kostelem na světě.
Když vojsko francouzského krále Ludvíka XIV. roku 1689 dobylo a vypálilo Špýr, byla i katedrála značně poškozena a v troskách zůstala až do konce 18. století, kdy ji začal renovovat Ignác Michael Neumann. Roku 1794 byla znovu poškozena místním davem a hrozila jí demolice; zachránil ji zásah mohučského arcibiskupa.
Po Napoleonově pádu připadl Špýr Bavorsku a král Ludvík I. se zasadil o rekonstrukci, jíž se ujal architekt Heinrich Hübsch a v letech 1854–1858 nově postavil celé západní průčelí v historizujícím slohu. Při rekonstrukci v 60. letech 20. století byla odstraněna vnitřní barokní omítka i fresky z 19. století a chrám dostal nová vrata. Od roku 1996 se opět rekonstruuje, plánované dokončení je rok 2015.

## Popis
Kostel je pojat jako trojlodní románská bazilika se čtyřmi věžemi a barokní kopulí nad křížením. Všechny lodi jsou zaklenuty křížovými klenbami a vnitřek působí vznosným dojmem. Pod východním chórem je původní krypta z roku 1040. Stavba je 444 římských stop čili 134 m dlouhá, a 111 stop čili 43 m široká. Hlavní loď je 14 m široká a výška klenby je 33 m. Východní věže jsou 71, 2 m vysoké, západní věže v průčelí 65,6 m.
Vnitřní zařízení je vesměs moderní, v hlavní lodi jsou varhany z let 1961–1977, které se mají roku 2010 opět obnovit, v chóru varhany z roku 2008 a v barokní kupoli nad křížením je 9 zvonů, jeden je z roku 1822, ostatní z roku 1963.

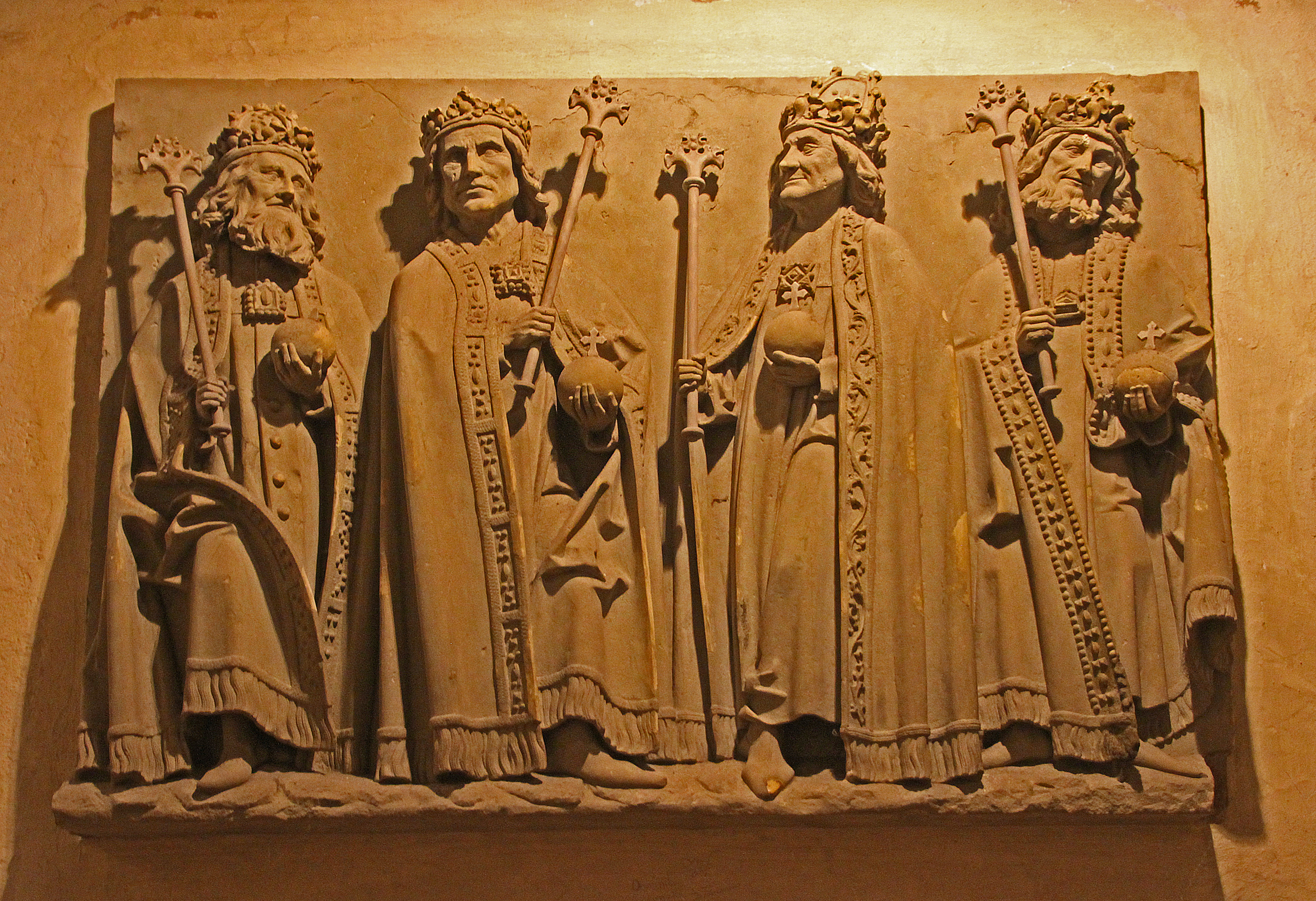
Čtyři císaři

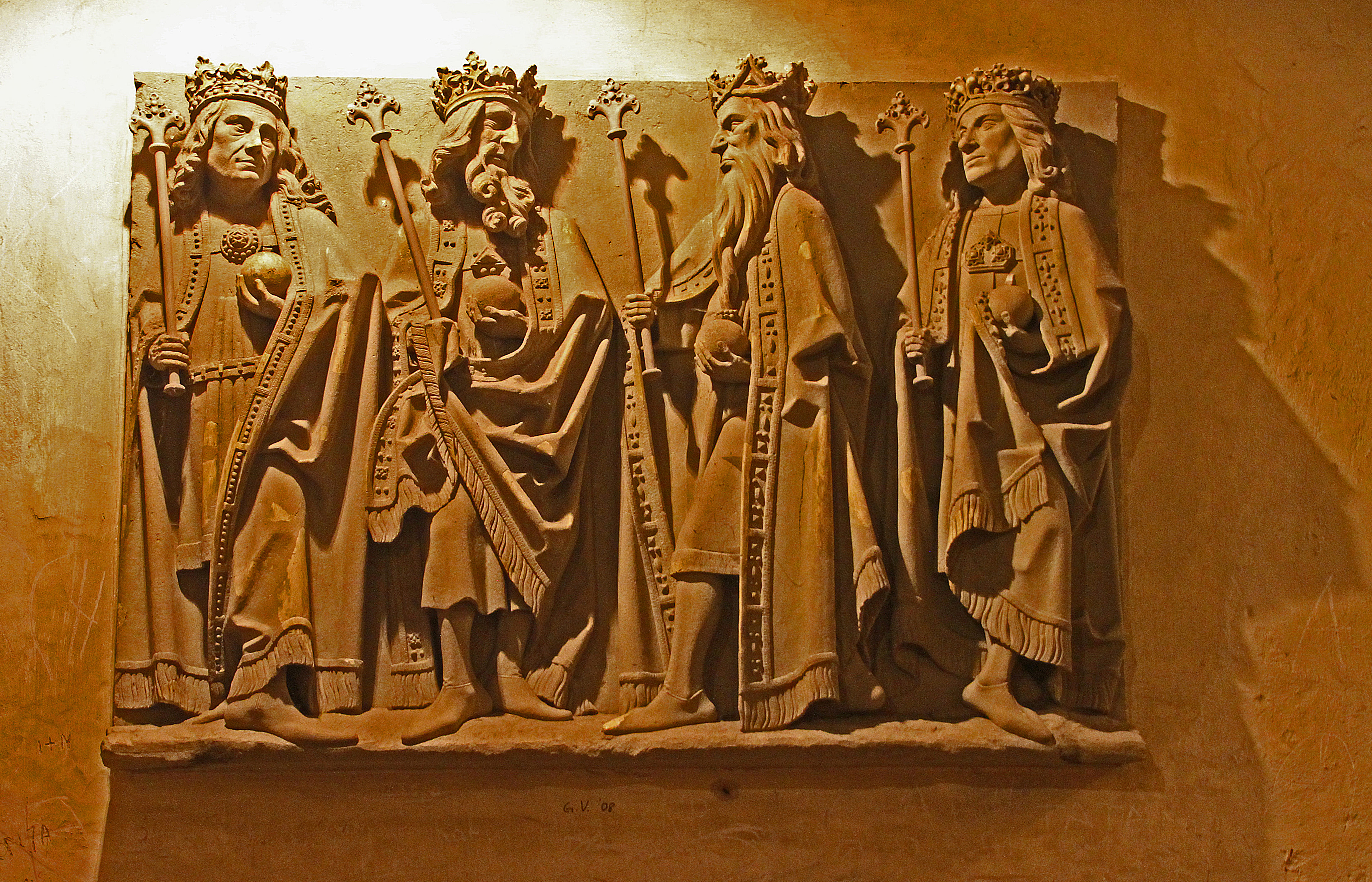
Čtyři králové

## Seznam pohřbených příslušníků královských a císařských rodin
Katedrála během staletí fungovala jako císařské pohřebiště králů a císařů Svaté říše římské, v kryptě jsou pohřbeni:
- Konrád II. († 1039) a manželka Gisela († 1043)
- Jindřich III. († 1056), syn Konráda II.
- Jindřich IV. († 1106), syn Jindřicha III. a Anežky († 1077), a manželka Berta Savojská († 1087)
- Jindřich V. († 1125), syn Jindřicha IV.
- císařovna Beatrix († 1184), druhá manželka Fridricha Barbarossy, a jejich dcera Anežka († 1184)
- král Filip Švábský († 1208), syn Fridricha Barbarossy
- král Rudolf I. Habsburský († 1291)
- král Adolf Nasavský († 1298)
- král Albrecht I. Habsburský († 1308), syn Rudolfa Habsburského

## Fotogalerie

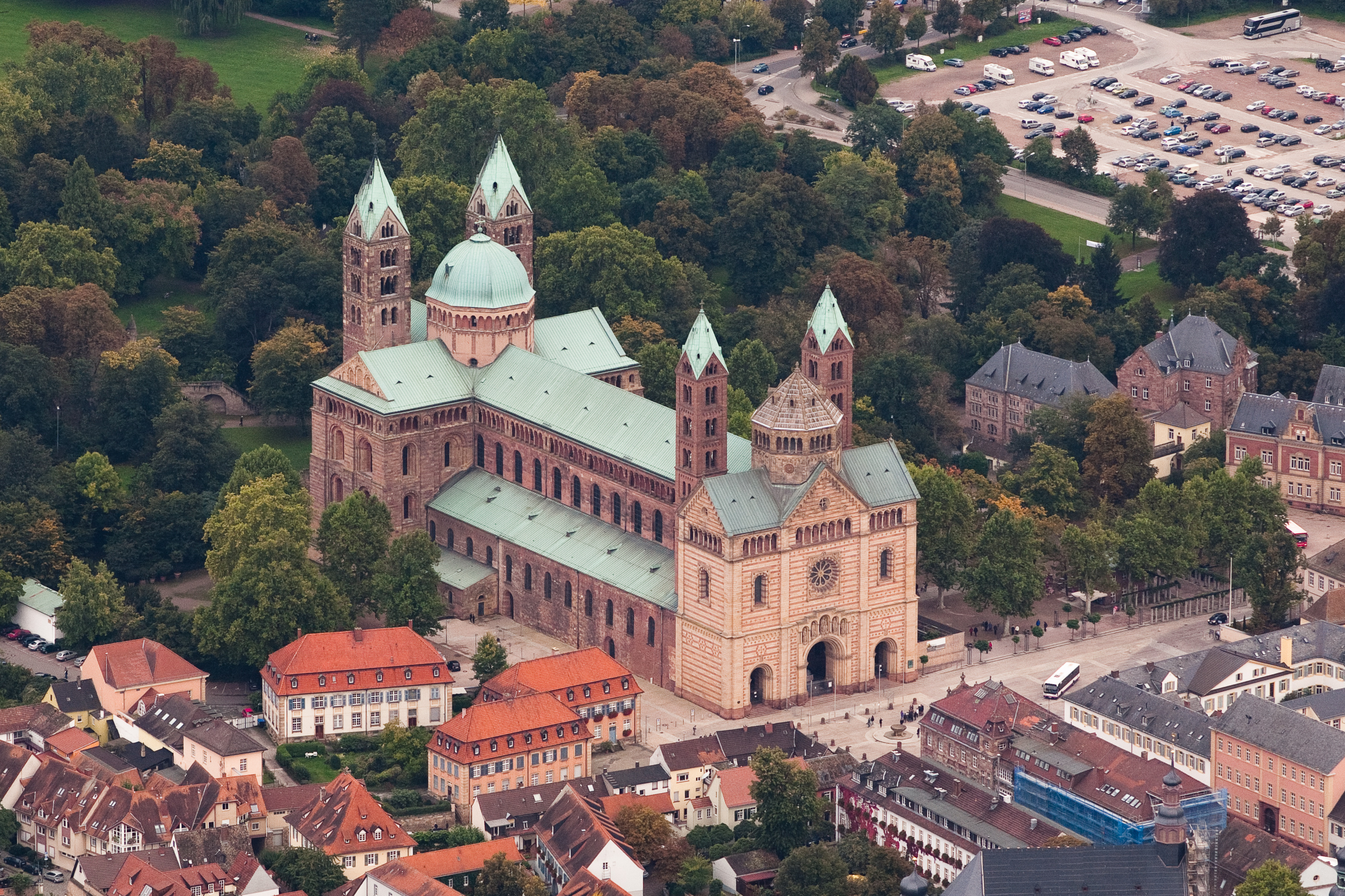
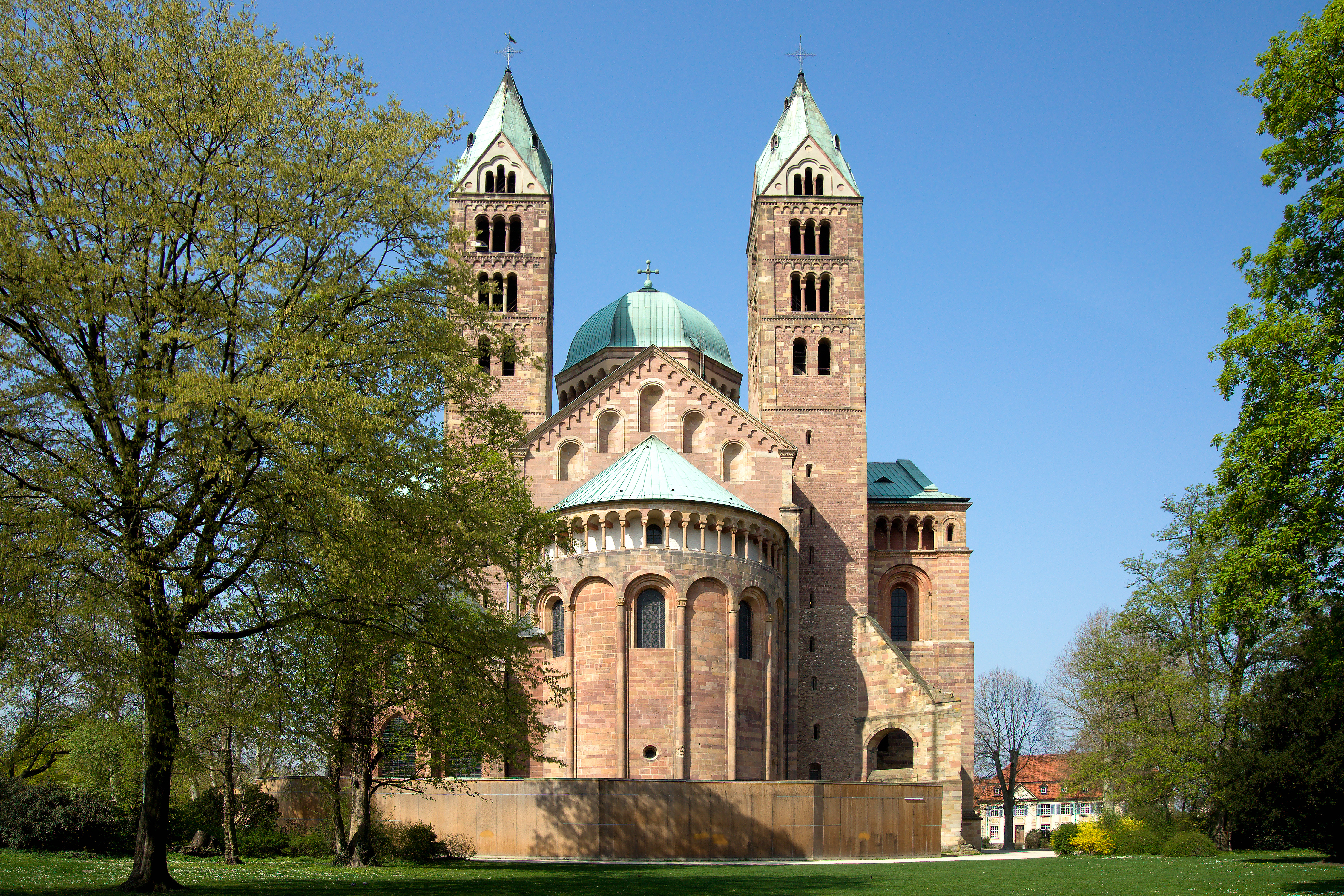
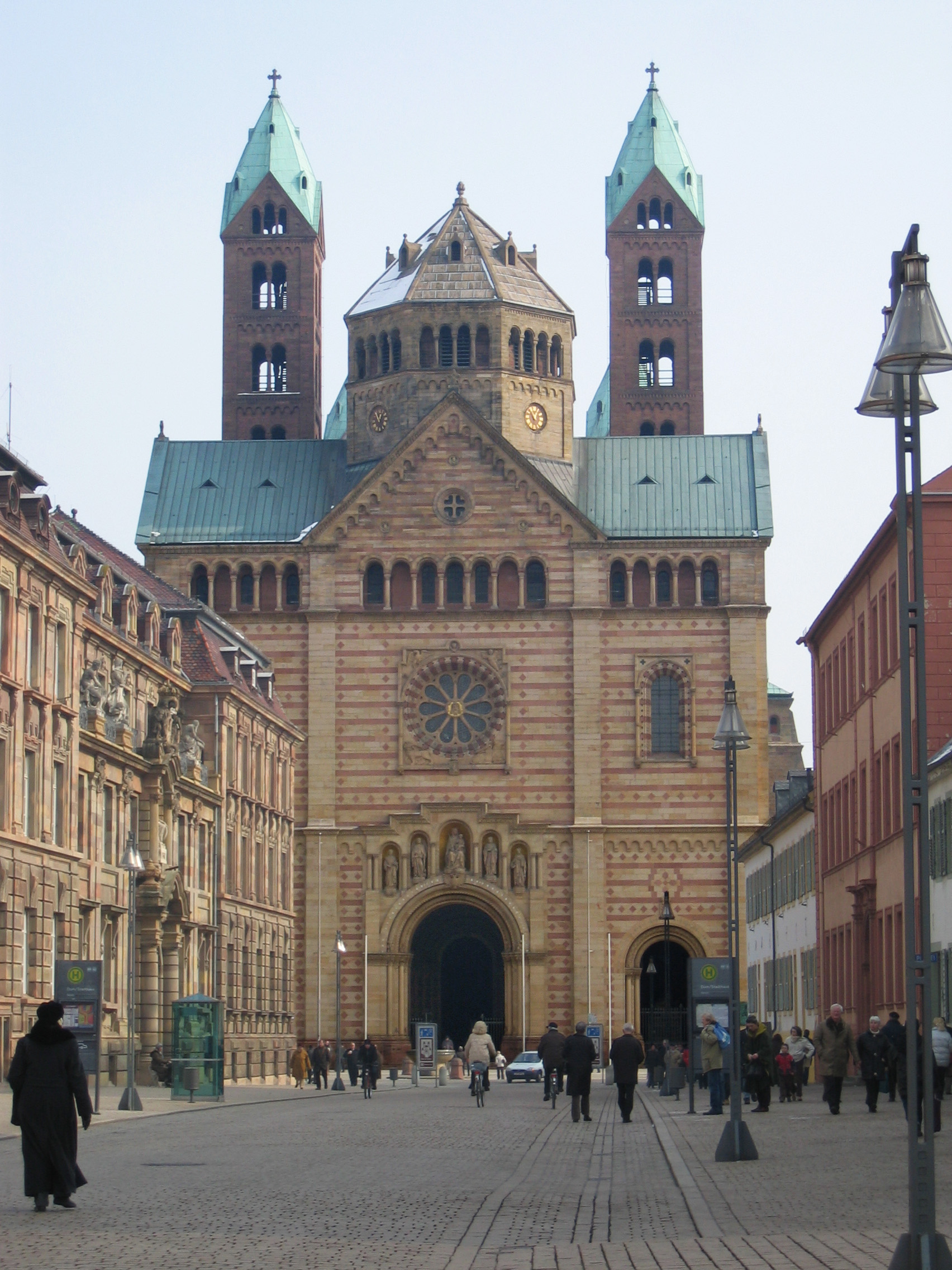
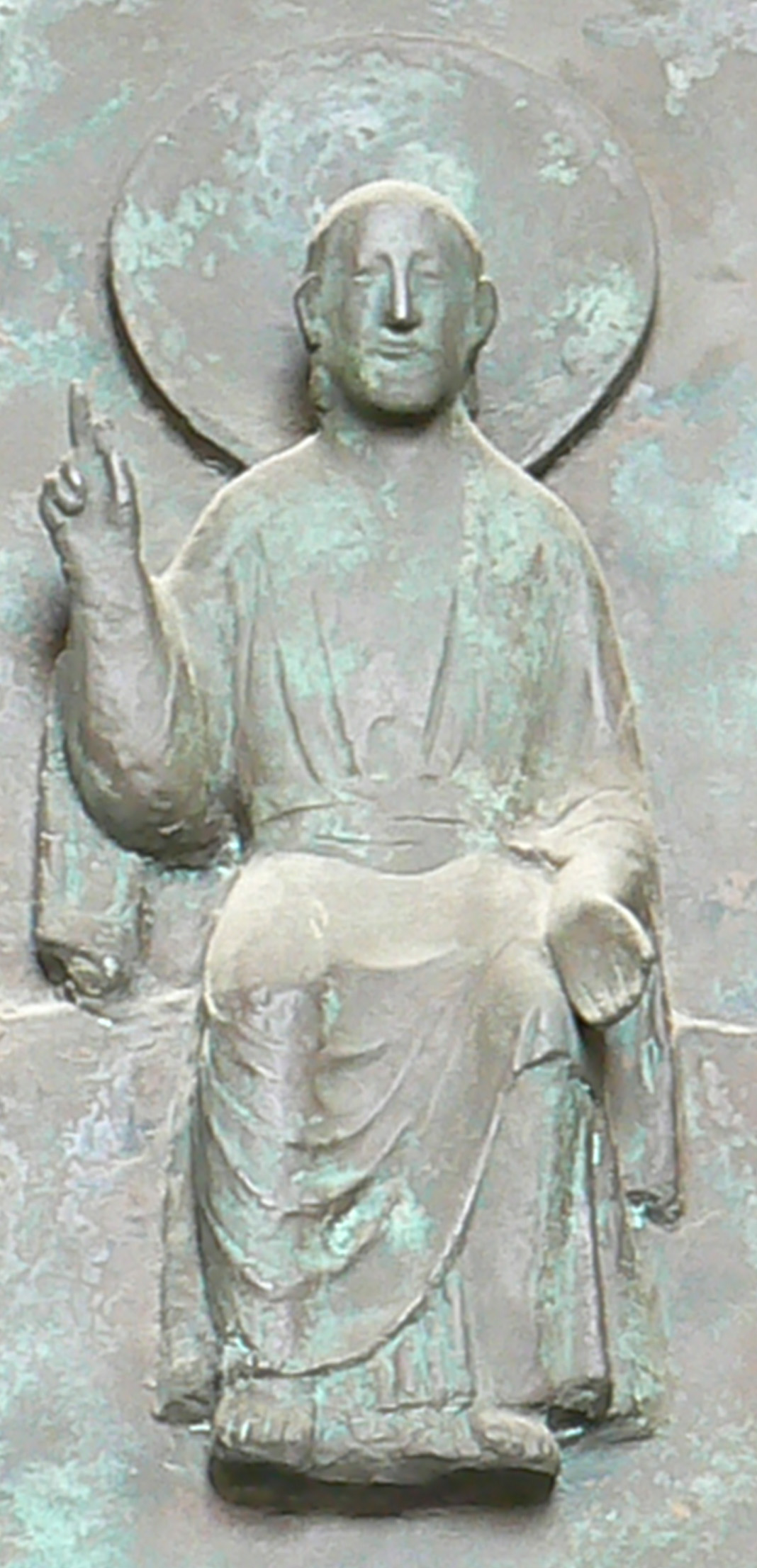
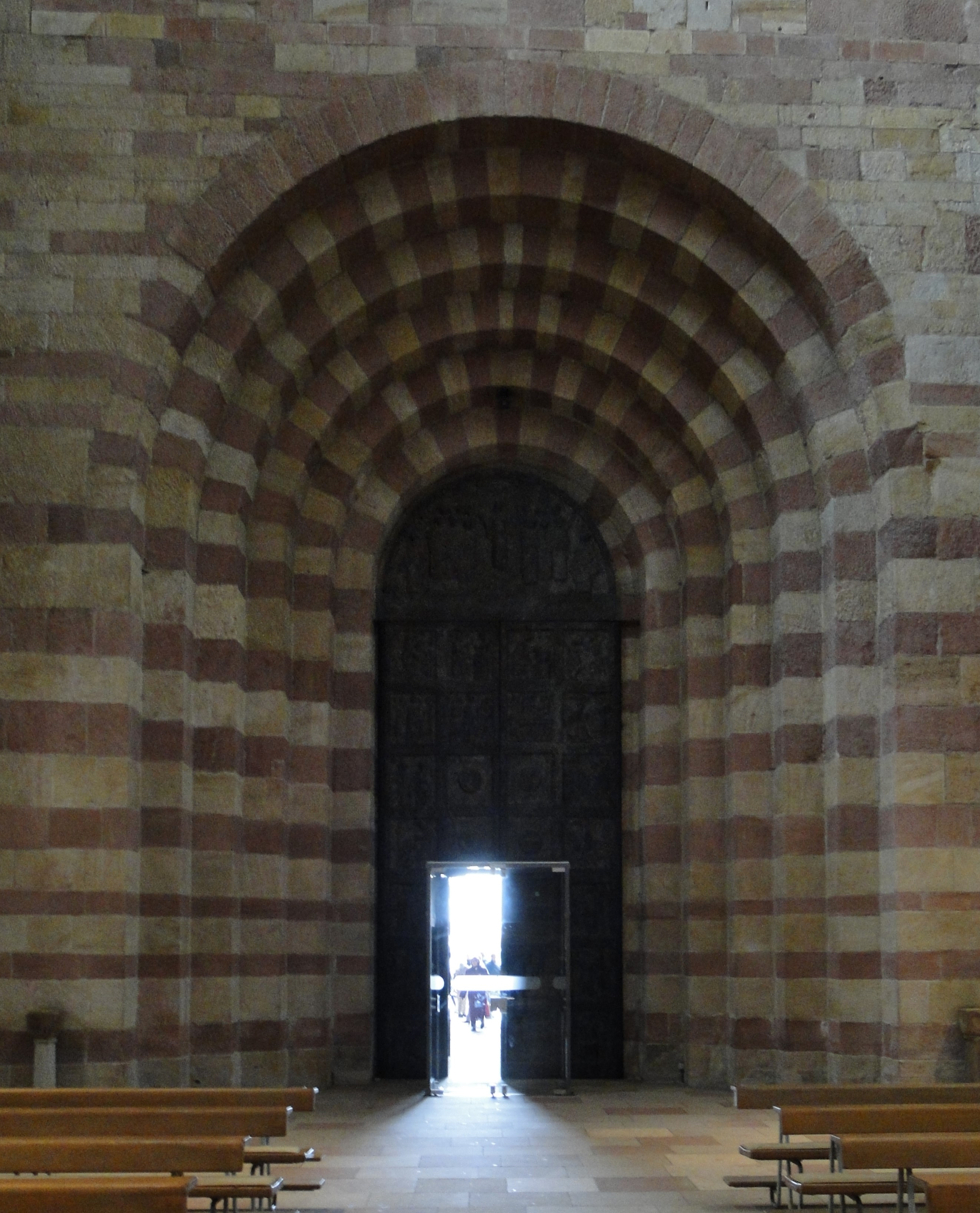
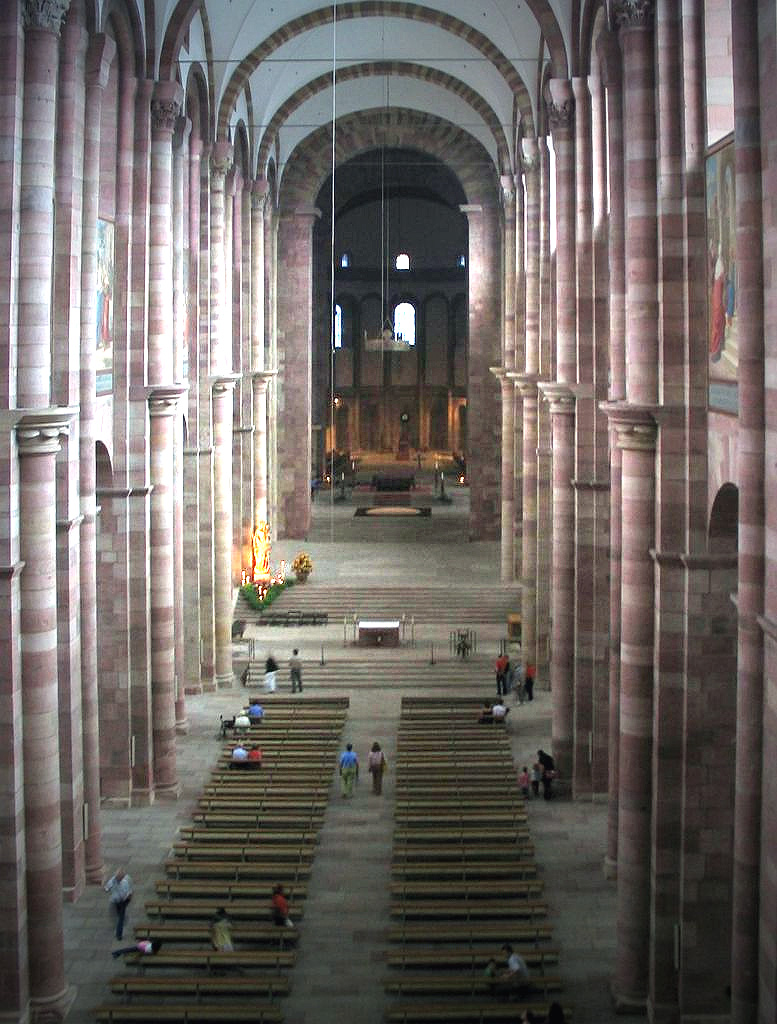
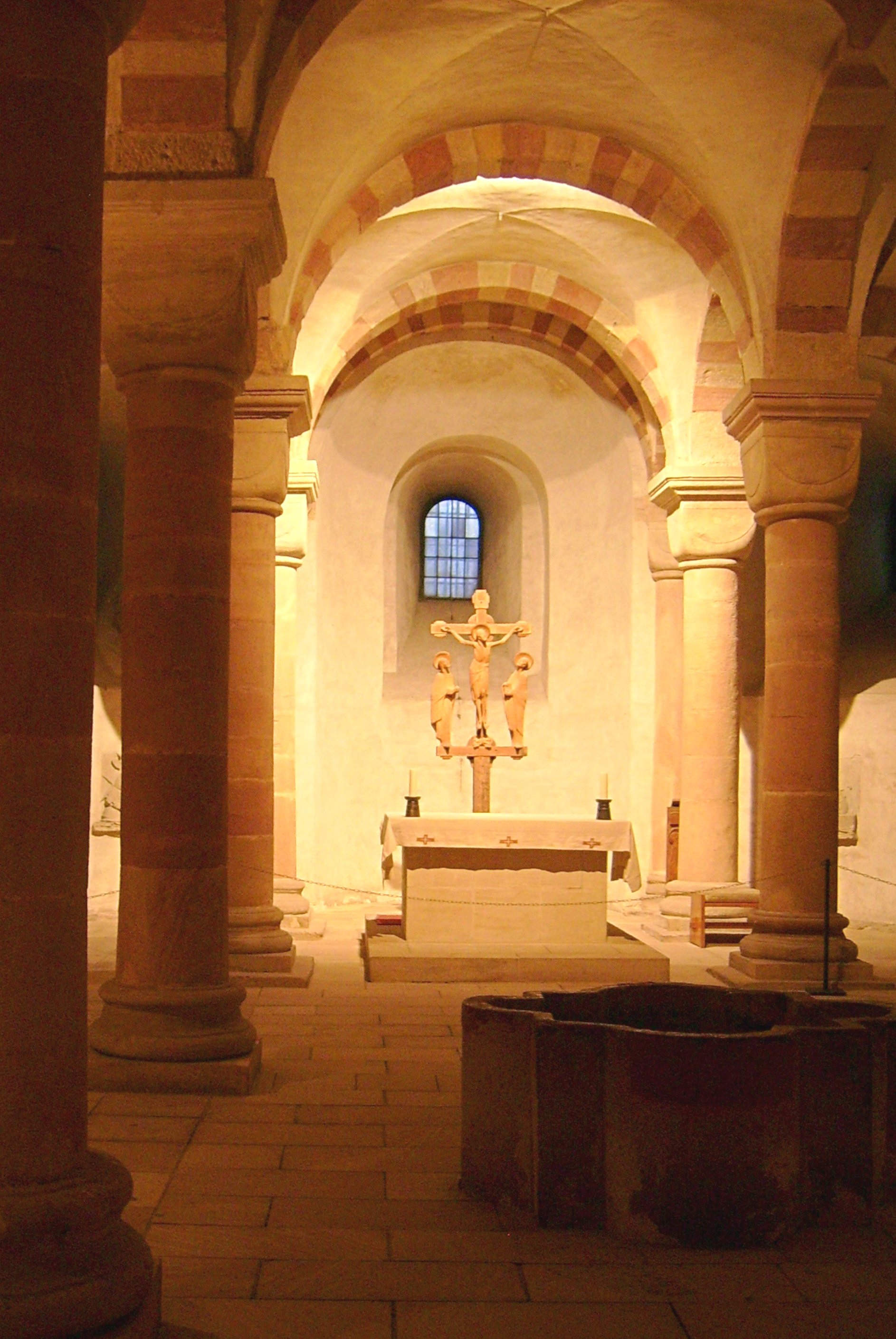
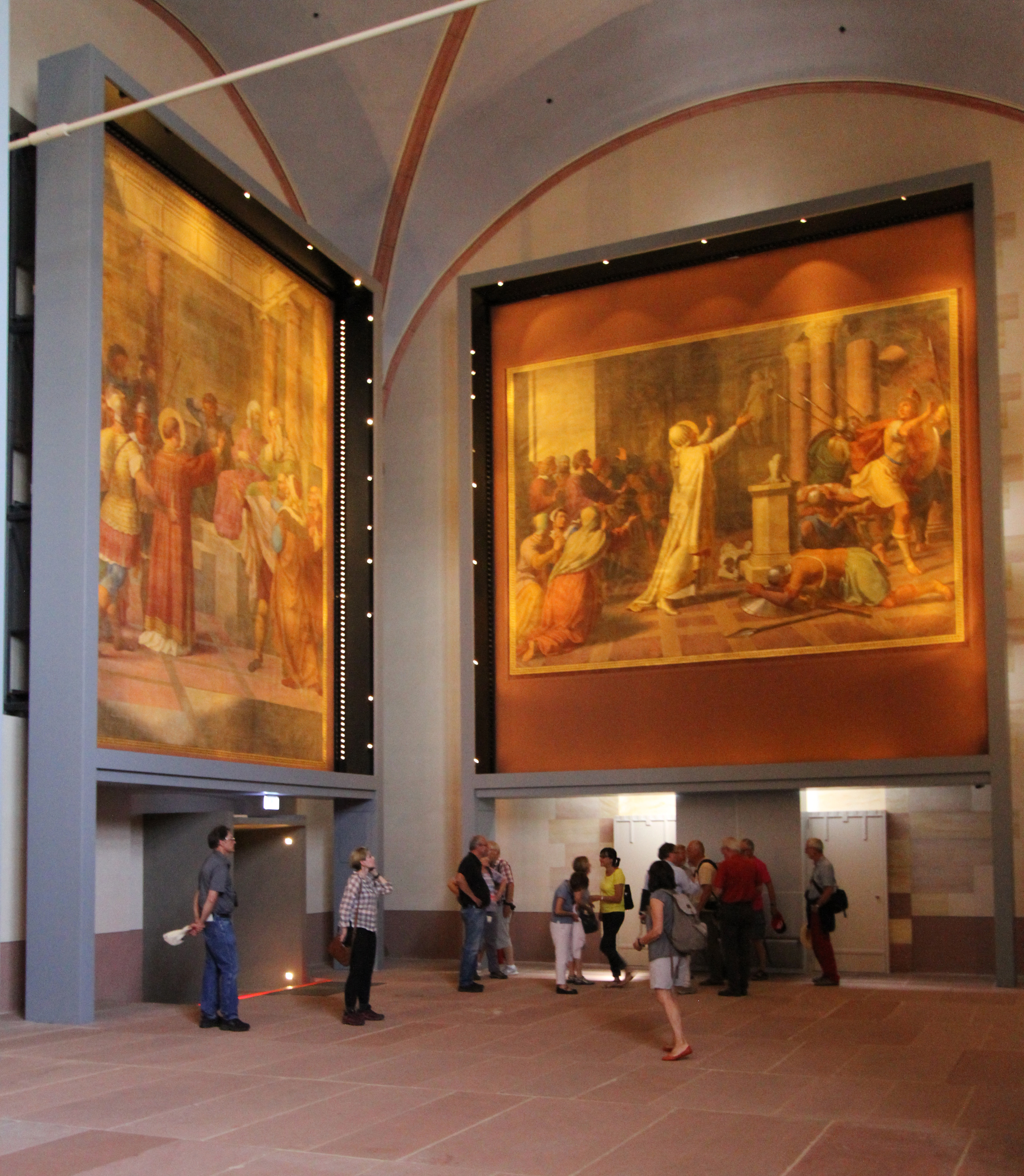